# Psiloderces cuyapoensis
Psiloderces cuyapoensis es una especie de araña araneomorfa del género Psiloderces, familia Psilodercidae. Fue descrita científicamente por Li & Chang en 2020.
Habita en Luzón, Filipinas. El holotipo masculino mide 1,60 mm y la  paratipo femenino 1,64 mm.